# 工業組合法
工業組合法（こうぎょうくみあいほう、大正14年3月30日法律第28号）は、工業組合に関する日本の法律である。
1925年（大正14年）3月30日に公布、同年9月1日に施行され、商工組合法（昭和18年法律第53号）の施行により廃止された。

## 歴史

### 重要輸出品工業組合法
1925年に重要輸出品工業組合法の名称で制定された。重要な輸出品の製造業者に組合結成を促す一方で、組合が地区内の非組合員に対し事業活動の制限を命令することを可能にするものであった。このようなアウトサイダー規制を伴う立法は世界最初のものであった。しかしそれほど組合結成が進まぬうちに金融恐慌が始まった。

### 工業組合法
1931年には対象を国内向けの工業にも広げた工業組合法となった。当時の恐慌下の社会情勢にあっては、輸出産業のみならず、中小企業も含めた組織化の推進が必要であったためである。商業部門を対象とした同様の法律である商業組合法も1932年に制定された。
建設業は当初、工業組合法の対象になっておらず、1938年には国会に牧野良三が土木建築業組合法案を提出したが成立しなかった。結局1940年7月に商工省は建設業にも工業組合法を適用することにした。

### 商工組合法
1943年に商工組合法が公布されると、工業組合法は廃止された。